# Conrad Moritz
Johann Conrad Moritz (auch Moriz geschrieben; geboren am 15. März 1787 in Prüm; gestorben am 22. September 1881 ebenda) war ein preußischer Landrat des Kreises Prüm und Richter am Kreisgericht in Aachen.

## Leben
Der unverheiratet gebliebene Katholik Conrad Moritz war der Sohn des Großhändlers Anton Moritz und dessen Ehefrau Anna Maria Moritz, geborene Thives. Seine ersten schulischen Bildungswege sind nicht überliefert. 1798 bis 1800 besuchte er hingegen eine Klosterschule und 1800 das Gymnasium in Trier. Am 13. Dezember 1805 im damaligen, von Trier aus verwalteten französischen Département de la Sarre (Saardepartement) als surnumeraire de l’enregistrement vereidigt, nahm er 1807 ein Studium der Rechtswissenschaften auf, mit dessen Abschluss er am 19. Dezember 1810 als Advokat am Appellationsgerichtshof in Trier vereidigt wurde. Es folgte am 5. August 1811 die Vereidigung als 1. Substitut beim Staatsprokurator in Kusel und am 7. August 1814 seine Ernennung zum provisorischen Staatsprokurator in Echternach (Vereidigung am 22. September 1814).
Als Folge der Beschlüsse des Wiener Kongresses gelangte Kusel 1816 an das Königreich Bayern und Echternach an Luxemburg. Moritz wechselte in preußische Dienste und fand dort ab 1817 als Richter Beschäftigung am Kreisgericht Aachen. Drei Jahre darauf, erhielt er am 4. Mai 1820 die Ernennung zum Staatsprokurator in seiner Heimatstadt Prüm. Er blieb in dieser Stellung, bis er mit Allerhöchster Kabinettsorder (AKO) vom 4. Mai 1835 und unter dem Vorbehalt der Prüfung, die er am 22. Juli 1835 ablegte, zum Landrat des Kreises Prüm ernannt wurde. Zuvor war der Kreis lange Jahre von Georg Bärsch (1819–1834) und zuletzt seit 1834 kommissarisch von Franz Heinrich Rumschöttel verwaltet worden. Moritz’ Amtseinführung und Vereidigung folgten am 29. August 1835. Auf Antrag vom 29. Januar wurde er zum 1. Februar 1850 in den Ruhestand versetzt.
Nach Franz Josef Faas soll sich Conrad Moritz Vater, Anton Moritz bestens mit den Mönchen der Abtei Prüm verstanden haben und deren Reliquien (Teile der Sandalen Christi) vor dem Einmarsch der Franzosen 1794 nach Frankfurt in Sicherheit gebracht haben. Anlässlich einer Ausstellung des Heiligen Rocks in Trier im Jahr 1810 erinnerte man sich in Prüm der Sandalen und sandte Conrad Moritz nach Frankfurt um sie von dort zurückzuholen.
Während Moritz Amtszeit als Landrat in Prüm war dieser von Hungersnöten (1840 bis 1842) und auf diesen folgenden Auswanderungswellen (1843 bis 1846) geprägt. Nicht weniges, was Bärsch zuvor aufbaute wurde in dieser Zeit wieder vernichtet. Die Bevölkerung war dem bürokratischen Polizeistaat gegenüber kritisch eingestellt und präferierte eine volkstümliche Monarchie. Nach Einführung der neuen preußischen Verfassung von 1848 waren nur 8.182 Einwohner wahlberechtigt, also rund jeder vierte, nur 3,5 % nahmen das Wahlrecht wahr. Beamte, Lehrer und Klerus enthielten sich ihrer Stimme. Die Demokraten erhielten noch größere Zustimmung als die Liberalen, besonders in Waxweiler, Schönecken und Dasburg. Auf den Zeughaussturm vom 18. Mai 1849 folgte ein Prozess, in dem auch Moritz als Zeuge aussagte. Nach den ersten Wahlen, basierend auf dem neuen Dreiklassenwahlrecht, am 17. und 27. Juli 1849 musste Moritz gegenüber höherer Stelle das politische Verhalten der Beamten des Kreises melden, eine für ihn unangenehme Situation. Es kam die Behauptung auf, die mittleren und unteren Bevölkerungsschichten besäßen noch nicht die nötige politische Reife. In den Nachwirkungen der Revolution von 1848 forderten die Regierungspräsidenten die „Regeneration der Landratsämter“, da wo diese „krank sind“. Bezogen auf seinen Amtsbereich bezeichnete der neu eingesetzte Regierungspräsident Wilhelm Sebaldt 1849 die Landräte in Wittlich (Anton Hisgen, 1849 als Regierungsrat nach Köln versetzt) und Prüm (Moritz) als schwach, Friedrich Hesse (Saarbrücken, 1849 pensioniert) und Nikolaus Thilmany (Bitburg, 1849 suspendiert) als (politisch) schlecht. Nach seinem Abschied 1850 blieb Moritz politisch aktiv und ließ sich 1858 als Kandidat der klerikalen Partei normieren.